# Болдирєв Олексій Вікторович
Олексі́й Ві́кторович Бо́лдирєв (нар. 18 квітня 1987 — 9 грудня 2015) — старший сержант Збройних сил України, учасник російсько-української війни.

## Життєпис
Народився 1987 року в селі Великі Копані Херсонської області. 2004 року закінчив школу, проходив службу в школі сержантів у місті Васильків. Протягом 2005—2011 років проходив контрактну службу в Житомирській області, згодом — у Херсонській (Чорнобаївка), в Києві.
З 2012-го — технік-начальник приймального радіовідділення, начальник радіостанції. У часі війни — старший сержант, снайпер, головний сержант взводу — заступник командира взводу 3-ї роти 1-го батальйону, 93-тя окрема механізована бригада.
З жовтня 2014 року виконував військовий обов'язок в зоні бойових дій, учасник оборони Донецького аеропорту. Став відомий тим, що під обстрілами підняв український прапор над Донецьким аеропортом.
9 грудня 2015 року в другій частині дня поблизу селища Опитне Ясинуватського району під час переміщення між опорними пунктами на вибуховому пристрої підірвалась БМП-2, загинули двоє військовиків — Іраклій Кутелія та Олексій Болдирєв, 7 військових зазнали поранень.
Похований у селі Великі Копані.
Без Олексія лишилася родина.

## Нагороди та вшанування
За особисту мужність, сумлінне та бездоганне служіння Українському народові, зразкове виконання військового обов'язку відзначений — нагороджений
- орденом «За мужність» ІІІ ступеня (25.4.2016, посмертно)[1]
- медаль «Захиснику Вітчизни» (посмертно),
- нагрудний знак «За оборону Донецького аеропорту» (посмертно).
- у ЗОШ селі Великі Копані відкрито меморіальну дошку Олексію Болдирєву.

Вшановується в меморіальному комплексі «Зала пам'яті», в щоденному ранковому церемоніалі 9 грудня.